# اسم مسيحي

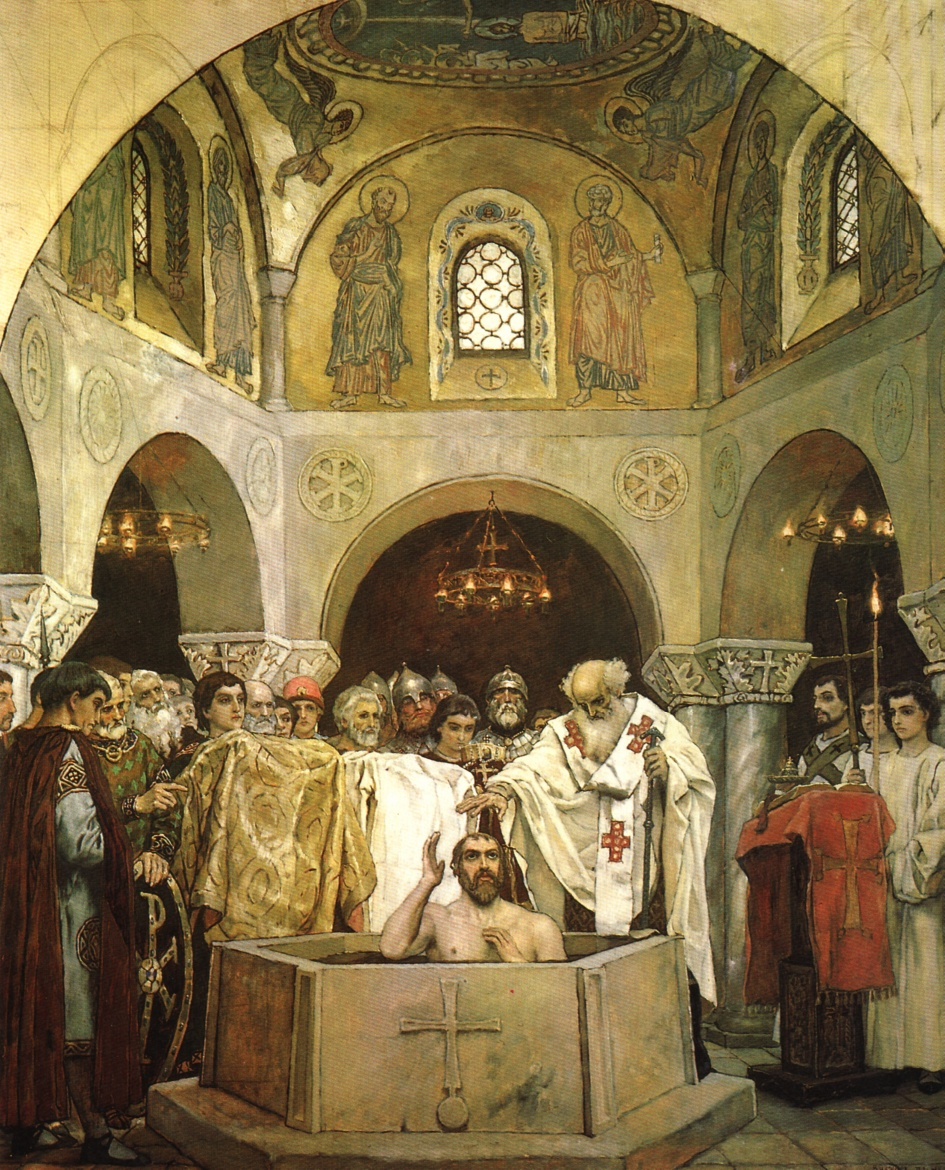

الاسم المسيحي التعميدي أو التنصيري أو اسم المعمودية حسب التقاليد المسيحية هو الاسم الذي يحصل عليه الشخص عند قبوله طقس المعمودية، والذي يرتبط مع معمودية الأطفال في العالم المسيحي القرطوسي. في العصر الإليزابيثي في إنجلترا، أصبح الاسم المسيحي ليس مرتبط بالضرورة مع المعمودية، إذ أصبح إستخدامه كإسم شخصي أيضًا.
ومن التقاليد المسيحية الاحتفال في يوم الاسم Onomastico وهو تقليد منتشر في كثير من البلدان في أوروبا وأمريكا اللاتينية بحيث يٌحتفل في يوم من أيام السنة المرتبطة باللاسم الشخصي للفرد. العادة نشأت مع تقويم القديسين للكنيسة اليونانية الأرثوذكسية والكنيسة الرومانية الكاثوليكية، حيث يحمل المؤمنين، اسم قديس معين، وبطبيعة الحال يحتفل في يوم عيد هذا القديس. في كثير من البلدان، ما يزال يبقى الاحتفال بيوم الاسم شعبيًا خاصًة في المناطق التي تسودها الكاثوليكية والأروثوذكسية وذلك بخلاف المناطق التي تسودها البروتستانتية مثل أوروبا الشمالية وأميركا الشمالية. وفي الوقت الراهن، أصبح تقليد الاحتفال بيوم الاسم Onomastico أكثر علمانية، في العائلات التقليدية يتم الاحتفال به عمومًا بجو احتفالي ويتم تبادل الهدايا كما كان في الماضي. ويتم حضور القداس، ويتبعه احتفال عائلي حميم.